# Coventry City Football Club 2020-2021
Questa voce raccoglie le informazioni riguardanti il Coventry City Football Club nelle competizioni ufficiali della stagione 2020-2021.

## Maglie e sponsor
| Casa | Trasferta | Terza divisa |

Sponsor ufficiale: BoyleSports
Fornitore tecnico: Hummel

## Rosa
Aggiornata al 10 marzo 2021.
| N. |                        | Ruolo | Calciatore            |
| -- | ---------------------- | ----- | --------------------- |
| 1  | Slovacchia (bandiera)  | P     | Marko Maroši          |
| 4  | Scozia (bandiera)      | D     | Michael Rose          |
| 5  | Inghilterra (bandiera) | D     | Kyle McFadzean        |
| 6  | Scozia (bandiera)      | C     | Liam Kelly (capitano) |
| 7  | Inghilterra (bandiera) | A     | Jodi Jones            |
| 8  | Inghilterra (bandiera) | C     | Jamie Allen           |
| 9  | Francia (bandiera)     | A     | Maxime Biamou         |
| 10 | Martinica (bandiera)   | A     | Wesley Jobello        |
| 11 | Inghilterra (bandiera) | C     | Callum O'Hare         |
| 12 | Svezia (bandiera)      | A     | Viktor Gyökeres       |
| 13 | Inghilterra (bandiera) | P     | Ben Wilson            |
| 14 | Inghilterra (bandiera) | C     | Ben Sheaf             |
| 15 | Scozia (bandiera)      | D     | Dominic Hyam          |
| 16 | Inghilterra (bandiera) | D     | Josh Pask             |
| 19 | Inghilterra (bandiera) | A     | Tyler Walker          |

| N. |                             | Ruolo | Calciatore      |
| -- | --------------------------- | ----- | --------------- |
| 20 | Sierra Leone (bandiera)     | A     | Amadou Bakayoko |
| 21 | Inghilterra (bandiera)      | D     | Sam McCallum    |
| 22 | Irlanda del Nord (bandiera) | P     | Lee Camp        |
| 23 | Inghilterra (bandiera)      | D     | Fankaty Dabo    |
| 24 | Inghilterra (bandiera)      | A     | Matt Godden     |
| 25 | Inghilterra (bandiera)      | C     | Matty James     |
| 26 | Irlanda (bandiera)          | C     | Jordan Shipley  |
| 27 | Inghilterra (bandiera)      | D     | Jordon Thompson |
| 28 | Inghilterra (bandiera)      | C     | Josh Eccles     |
| 29 | Francia (bandiera)          | D     | Julien Dacosta  |
| 30 | Portogallo (bandiera)       | A     | Fabio Tavares   |
| 32 | Scozia (bandiera)           | C     | Jack Burroughs  |
| 38 | Paesi Bassi (bandiera)      | C     | Gustavo Hamer   |
|    | Scozia (bandiera)           | D     | Josh Reid       |